# Леонтий Сердикийски
Леонтий Сердикийски е източноримски християнски духовник, епископ на Сердика около 580 година.
Единственото сведение за него е споменаването му в строителен надпис като участник във възстановяването на водопровод в Сердика по времето на император Тиберий II. В надписа той е титулуван като архиепископ.